# NGC 1628
NGC 1628 je galaksija u zviježđu Eridanu.

## Vanjske poveznice
- SEDS: NGC 1628